# NGC 6580
NGC 6580 ist eine Spiralgalaxie vom Hubble-Typ S im Sternbild Herkules am Nordsternhimmel. Sie ist schätzungsweise 269 Millionen Lichtjahre von der Milchstraße entfernt und hat einen Durchmesser von etwa 100.000 Lichtjahren. Gemeinsam mit NGC 6579 bildet sie das (optische) Galaxienpaar Holm 775.
Im selben Himmelsareal befinden sich u. a. die Galaxien NGC 6571, NGC 6576, NGC 6577, NGC 6586.
Das Objekt wurde  am 7. August 1864 von Albert Marth entdeckt.